# Stăuceni (gmina w okręgu Botoszany)
Stăuceni – gmina w Rumunii, w okręgu Botoszany. Obejmuje miejscowości Siliștea, Stăuceni, Tocileni i Victoria. W 2011 roku liczyła 3619 mieszkańców.